# مته سوفی زارتمن
مته سوفی زارتمن (۱۸۴۱–۱۹۲۵) پرستار دانمارکی بود. پس از درگذشت بنیان‌گذار مؤسسه شبان‌خواهران دانمارک، لوئیس کنرینگ، در سال ۱۸۹۱، زارتمن به عنوان خواهر ارشد این مؤسسه در کپنهاگ منصوب شد. او به دلیل گسترش شبکه شبان‌خواهران در دانمارک از طریق ایجاد خانه‌ها و مراکز مراقبتی جدید و همچنین افزودن نظریه به دوره‌های آموزشی پرستاری در یادها مانده است.

## اوایل زندگی
زارتمن در ۲۳ ژوئیه ۱۸۴۱ در وامن، در شمال غربی ویبورگ، متولد شد. او دختر یوهان هنریش زارتمن و همسرش ماری دوروتئا پولسن بود. او یکی از هفت فرزندی بود که در خانه شبانی هاتینگ، نزدیک هورسنس، بزرگ شد. در این مؤسسه پدرش کشیش کلیسا بود. مانند پسرعمویش که یک نقاش با نام کریستیان زارتمن بود، به هنر علاقه داشت و در دوره‌های طراحی و نقاشی شرکت کرد.
در سال ۱۸۵۵، هنگامی که خواهرش در بیمارستان فردریکس در کپنهاگ تحت عمل جراحی قرار داشت، سورن کیرکگور در همان بیمارستان درگذشت؛ این رویداد علاقه زارتمن را به این فیلسوف برانگیخت. او همچنین تحت تأثیر ایلیا فیبیگر، نخستین پرستار حرفه‌ای دانمارک، که در این بیمارستان کار می‌کرد، قرار گرفت. پس از درگذشت مادرش در ۱۸۵۸، زارتمن تصمیم داشت حرفه‌ای را دنبال کند، اما پدرش او را متقاعد کرد که در خانه بماند و از خواهران کوچکترش مراقبت کند. در جریان جنگ دانمارک در سال ۱۸۶۴، خانه شبانی آن‌ها به شدت آسیب دید و این رویداد زارتمن را دچار رنجی کرد که هرگز به‌طور کامل از آن بهبود نیافت. اندکی پیش از درگذشت پدرش در ۱۸۶۷، او اجازه یافت که شبان‌خواهر شود. اما پیش از آن، چهار سال در آرهوس از دو کودک نابینا مراقبت کرد.

## حرفه پرستاری
در ۱۸۷۲، زارتمن آموزش خود را در مؤسسه شبان‌خواهران استراسبورگ آغاز کرد، نه در کپنهاگ، زیرا فکر می‌کرد که در آنجا درک بیشتری از درد ناشی از شکست دانمارک در جنگ خواهد یافت، چرا که آلزاس نیز در ۱۸۷۰ به آلمان ضمیمه شده بود. در دوران اقامتش در خارج، مدتی نیز در یک بیمارستان بزرگ در نوشتل کار کرد و مدتی را در مؤسسه شبان‌خواهران پاریس گذراند. اما وابستگی اصلی او به خانه مادر در استراسبورگ بود، جایی که در ۱۸۷۷ به عنوان شبان‌خواهر منصوب شد.
در ۱۸۷۹، او به مؤسسه شبان‌خواهران کپنهاگ اعزام شد و نقش کلیدی در آموزش خواهران جدید در حوزه پرستاری و اخلاق مسیحی ایفا کرد. یکی از نوآوری‌های مهم او افزودن نظریه پرستاری به دوره‌های آموزشی بود. او همچنین بر اهمیت رویکرد مذهبی تأکید داشت و از آموزه‌های پدرش بهره می‌برد. او به تدریج در میان دانشجویان محبوب شد و فضایی دلپذیرتر به مؤسسه بخشید. پس از درگذشت لوئیس کنرینگ در ۱۸۹۱، زارتمن به عنوان خواهر ارشد منصوب شد و شبکه شبان‌خواهران را در سراسر دانمارک از طریق ایجاد شعبه‌ها و مراکز مراقبتی جدید گسترش داد. او همچنین ارتباطاتی را در اشلسویگ-هولشتاین حفظ کرد و اغلب خواهران دانمارکی‌زبان را برای آموزش رایگان به دانمارک دعوت می‌کرد. در دوره مدیریت او، تعداد خواهران از ۱۸۵ به ۳۰۰ نفر افزایش یافت. از سال ۱۹۰۳، او به‌طور نظام‌مند دوره‌های آموزشی پرستاری را بهبود بخشید و اینگبورگ شرودر را به عنوان رئیس آموزش منصوب کرد. تا سال ۱۹۱۳، این دوره‌ها عمدتاً رسمی شده بودند و دو سال به طول می‌انجامیدند که شش ماه آن به‌طور کامل به نظریه اختصاص داشت.
پس از بازنشستگی در ۱۹۱۴، او به خانه شبان‌خواهران در گنتوفته نقل مکان کرد و از هرگونه دخالت در کار جانشین خود، ویکتوریا ینسن، اجتناب کرد. در دوران بازنشستگی، چندین مقاله دربارهٔ لوئیس کنرینگ و همچنین خاطرات خود را نوشت که بعداً در سالنامه مؤسسه شبان‌خواهران دانمارک منتشر شدند.
او در ۴ مه ۱۹۲۵ در منطقه فردریکسبرگ در کپنهاگ درگذشت و در گورستان پارک سولبیئرگ به خاک سپرده شد.